# Burgstelle Schlösschen (Tiefenort)

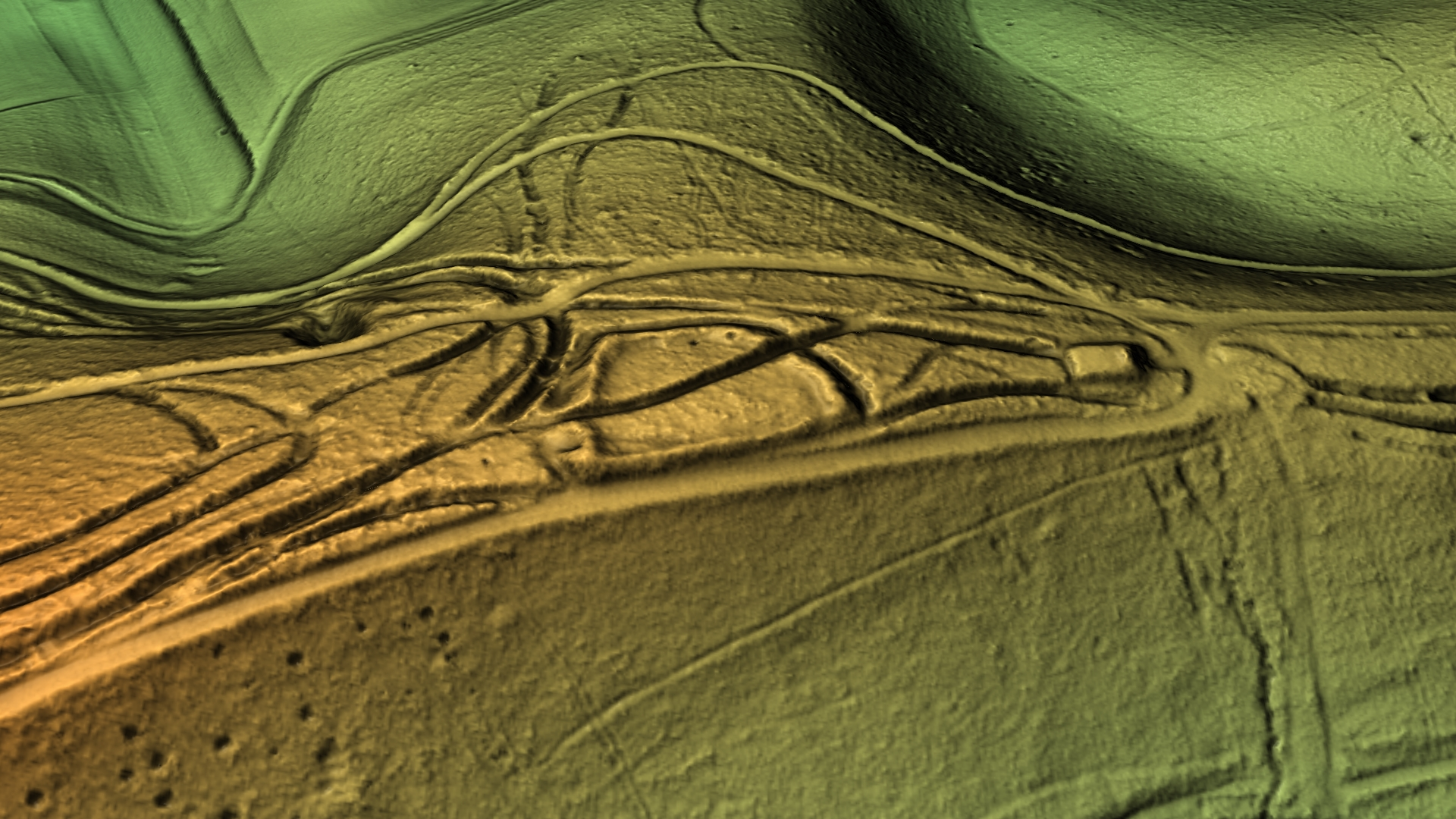
3D-Ansicht des digitalen Geländemodells

Die Burg Schlösschen war eine Befestigungsanlage unbekannter Zeitstellung zwischen Tiefenort und der Krayenburg.

## Lage und Funktion
Die Burgstelle der Hangburg liegt auf 330 m ü. NN am Hochbehälter der Tiefenorter Wasserleitung, etwa in der Mitte zwischen dem Ortsrand von Tiefenort und der Krayenburg.
Die auf dem kegelförmigen Krayenberg befindliche Krayenburg hatte zwei Zugangswege. Der westliche Zugang wird als Eselsteig bezeichnet und diente im Mittelalter zur Versorgung der Burg mit Wasser.
Von Osten führte ein Fahrweg auf dem mäßig steilen Grat zur Burg. Dieser Weg ist noch gut im Gelände als Hohlwegbüschel zu erkennen. Etwa 500 Meter vor dem Gipfel sicherte das Schlösschen als Außenbefestigung den Zugangsweg. Vielleicht wurde hier auch in Notzeiten das Vieh aus den umliegenden Orten in Sicherheit gebracht.
Die als Wallburg angelegte Befestigung bestand schon vor dem Bau der mittelalterlichen Krayenburg.